# Клейстокактус Винтера
Клейстокактус Винтера (лат. Cleistocactus winteri) — быстрорастущий, ветвящийся вид кактусов рода Клейстокактус (Cleistocactus) семейства Кактусовые (Cactaceae), естественно произрастающий на территории Боливии.

## Название
Родовое латинское (научное) название Cleistocactus происходит от греческого kleistos, — «закрытый», и латинского cactus, — «кактус», указывая на характер закрытых трубчатых цветов.
Видовой латинский эпитет winteri был дан в честь Хильдегарды Винтер (Hildegard Winter, 1893-1975), занимавшейся бизнесом по продаже семян и являвшейся сестрой немецкого специалиста по кактусам Фридриха Риттера, который собирал семена, затем продаваемые Винтер.

## Описание
Стебли цилиндрические, раскидистые, изогнутые, могут свисать, их длина может достигать 1,5 м, а ширина составляет от 2,5 до 6 см. Растение имеет 16-17 ребер и коричневые ареолы, расположенные близко друг к другу. На поверхности стеблей находится около 50 щетинистых колючек, гибких и прямых, оттенок которых варьируется от золотисто-желтого до коричневатого. Кроме того, есть более чем 20 мощных центральных колючек длиной от 5 до 10 мм и более 30 расходящихся колючек длиной от 4 до 10 мм.

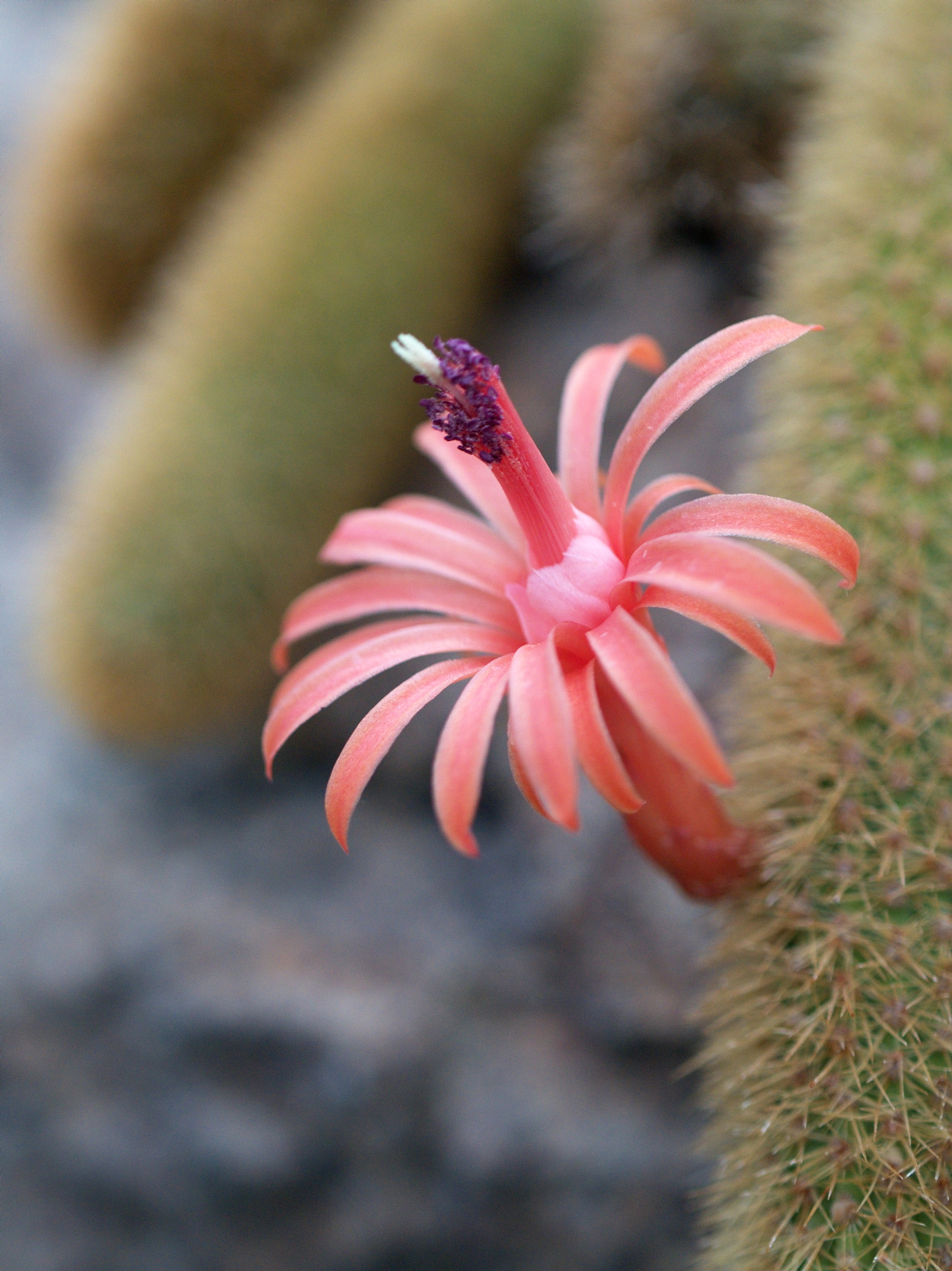
Цветок

Цветки имеют воронкообразную форму, они трубчатые, перевернутые, их длина составляет от 4 до 6 см, а диаметр — 5 см. Цветки эффектные, окрашены в оттенках ярко-оранжевого до лососево-розового цвета. Внешние лепестки околоцветника радиально изогнуты назад, в то время как внутренние лепестки короче и расположены вертикально. Плоды бочкообразные, их размеры составляют 7-10 мм в длину и ширину, их цвет варьируется от зеленого до красновато-зеленого.

## Таксономия
Cleistocactus winteri D.R.Hunt, первое упоминание в Bradleya 6: 100 (1988).

### Синонимы
- Borzicactus aureispinus (F.Ritter) G.D.Rowley
- Cleistocactus aureispinus (F.Ritter) D.R.Hunt
- Hildewintera aureispina (F.Ritter) F.Ritter ex G.D.Rowley
- Winteria aureispina F.Ritter
- Winterocereus aureispinus (F.Ritter) Backeb.
- Loxanthocereus aureispinus (F.Ritter) Buxb.

### Подвиды
Согласно данным сайта WFO Plantlist на июнь 2023 года, вид состоит из 2 подвидов:
- Cleistocactus winteri subsp. colademono D.R.Hunt
- Cleistocactus winteri subsp. winteri

## Распространение и экология
Этот вид является эндемиком Боливии. Его ареал очень ограничен и составляет всего 250 квадратных километров. Встречается он только на двух изолированных местоположениях, и сбор этого вида представляет серьезную угрозу его выживанию. Северная субпопуляция населяет один утес, в то время как южная субпопуляция обитает на протяжении около 10 километров скальных участков.
Клейстокактус Винтера произрастает на высоте от 1300 до 1400 м над уровнем моря. Этот вид обитает на скалах, расположенных в лесах и сезонно засушливых межандских долинах. Особенно вредно на южную субпопуляцию воздействует деятельность местных коллекционеров, которые используют эти растения в качестве декоративных объектов.